# Daedalus osztályú csatahajó
| Figyelem: Itt a Csillagkapu 9-10. évadjának cselekményét vagy a végkifejletet is olvashatod. |

| Figyelem: Itt a Csillagkapu: Atlantisz 1-5. évadjának cselekményét vagy a végkifejletet is olvashatod. |

| Daedalus              | |
| Technikai adatok      | |
| Gyártó                | Tau'ri (Föld) |
| Tervező               | Tau'ri (Föld) |
| Osztály               | 304; Daedalus |
| Hossz                 | 200–225 m (Újabb renderek és az F-302 vadászgép méretei szerint inkább 650-700 méteres a hajótest hossza)                                                          |
| Szélesség             | 90–95 m |
| Magasság              | 70–75 m |
| Tömeg                 | ismeretlen |
| Energia               | - Naqadah Generátorok – ZPM (beépíthető) – Asgard energia központ                                                                                                  |
| Meghajtás             | - Manőverező hajtóművek – Fény alatti hajtóművek – Asgard hiperhajtómű – Alternatív realitás hajtómű (Alternatív Daedalus)                                         |
| Üzemanyag             | Naqadah |
| Hiperhajtómű rendszer | Intergalaktikus/Extragalaktikus |
| Átl. Max. sebesség    | 75000 km/sec -153225 km/sec |
| Pajzs                 | Asgard pajzsok |
| Törzs                 | Naqadah-Trinium ötvözet |
| Érzékelő rendszer     | Asgard szenzor tömb |
| Célzó rendszer        | Földi célzó rendszer |
| Navigációs rendszer   | Komputeres navigációs rendszer |
| Fegyverzet            | - 4 db asgard plazma sugárfegyver – 32 db sínágyú – 16 db VLS rakétaindító cső – Mark VIII és Mark IX nukleáris rakéták – Horizon fegyver platform (felszerelhető) |
| Vadászrepülők         | 8-16 F-302 vadászrepülő |
| Legénység             | kb. 200 fő |
| Egyéb rendszerek      | - Asgard transzporter – Nagy hatótávolságú adóvevő – Gyűrű transzporter – Asgard komputer mag – Ős álcázó (Odyssey)                                                |

Daedalus-osztályú (304) csatacirkálók kitalált űrhajók a Stargate SG-1, Stargate Atlantis és a Stargate Universe sci-fi sorozatokban, valamint a Csillagkapu: Az igazság ládája (Stargate: The Ark of Truth) filmben.
A Daedalus-osztályú, más néven DSC-304 (Deep Space Carrier) csatacirkálók a földi űrhajók második generációját képviselik. Olyan erős űrhajók elleni csatára terveztek, mint egy Goa’uld anyahajó, a lidércek cirkálói és kaptárhajói, vagy az ori anyahajói. 2009-ig hat 304-es készült el, az első a USS Daedalus volt, mely 2005-ben futott ki a földi szárazdokkból. Ezt követte a BC-303 Prometheus pusztulása után hadrendbe állított USS Odyssey. A harmadik, az RFS Korolev 2006-ban elpusztult a P3Y-229-nél vívott csatában. A következő években aztán megépült a USS Apollo, a PLA Sun Tzu, illetve építés alatt áll a Phoenix, melyet még elkészülte előtt átkereszteltek George Hammonddá, az elhunyt George Hammond tábornok tiszteletére.
Egy hajó elkészítéséhez egy-másfél évre van szükség, bár a Korolev hónapokkal a tervezett idő előtt futott ki.

## Idegen technológiák

### Asgard
A Daedalus, az Odyssey, a Korolev és az Apollo már a gyárban számos asgard technológiával lettek felszerelve. Ezek a transzporter, a pajzs és hiperhajtómű. Ezek a technológiák azonban mind csak védekezésre szolgálnak, mivel az asgardok nem voltak hajlandók olyan technológiát adni, melyet ellenük is felhasználhatnak. Ily módon a transzportert is több biztonsági mechanizmussal látták el, hogy ne lehessen fegyvereket (pl.: bombákat) átsugározni más ellenséges hajókra. Ennek ellenére a rövid ideig a Daedaluson szolgáló asgard mérnök, Hermiod kénytelen volt felülírni ezt a biztonsági mechanizmust, mikor a hajó túlélése függött tőle. Később az Odyssey-en és a Koroleven is kiiktatásra kerültek ezek a biztonsági intézkedések, mikor az Ori hajói betörtek a Tejútrendszerbe.
Bár az X-303 Prometheus is rendelkezett asgard pajzzsal, a Daedalus osztály hajóinak pajzsa alapbeállítással is erősebb: a Tegalus bolygó felett vívott csatában az Ori fegyverplatform egy lövéssel képes volt áthatolni a Prometheus pajzsán, míg a 304-esek több lövést is képesek kiállni az ugyanolyan fegyvert használó Ori csatahajókkal szemben. A későbbi fejlesztések során a 304-es pajzsok még tovább erősödtek, hála a fejlettebb energiaszolgáltatásnak, amit a ZPM-ből és az asgard magból nyernek.
2007-ben az asgardok továbbfejlesztik az Odyssey-t, sugárágyúkat, jobb energiaellátást és egy nagy teljesítményű komputert (mely tartalmazza a teljes asgard tudásbázist) építenek be a hajó rendszereibe.

### Goa'uld/Ős
A Daedalus osztályú hajók szintén rendelkeznek a Goa’uld hajókon megtalálható gyűrűkkel (teleport), amely mint már kiderült az Ősöktől származnak.

## Fegyverzet

A Daedalus sínágyúi.

A Daedalus osztály egyaránt hordoz Mark VIII, Mark III és Mark IX nukleáris robbanófejeket. Első számú fegyverei mégis a sínágyúk (railgun). A hajón még találhatók naqvdah-val töltött rakéták, melyek mind a hajó orrában helyezkednek el. Ezek rendelkeznek egy pajzs manipulátorral amellyel képesek áthatolni a Goa'uld hajók pajzsain, de például az ori pajzsokon nem. Asgard fegyverzet nem volt megtalálható a hajó típuson egészen a Unending című részig azonkívül, hogy az Asgard teleport biztonsági mechanizmusait megkerülve fegyvereket lehet átsugározni egy ellenséges hajóra. Emellett 16 darab F-302-es vadászgépet is hordoz.
Az Odüsszeiát az Asgardok a legfejlettebb eszközeikkel láttál el, a hajó energiafegyvereket is kapott, melyek már néhány lövéssel meg tudnak semmisíteni egy Ori csatahajót. Az Odüsszeia pajzsa most már több találatot is kibír az Ori hajók főfegyvereiből. A Csillagkapu Atlantisz 4. évadában a Daedalust és az Apollot is felszerelték ezekkel a fegyverekkel.

## Hangárok
A Daedalus 2 hangárral rendelkezik 1-1 mindkét oldalon. A Daedalus 16 db F-302 tud szállítani. A hangárok lezárható ajtókkal és pajzsokkal vannak védve az űrben található vákuumtól.

## Tervezés
Ahogy a Csillagkapu: Atlantiszban lehetett látni, a Daedalus jelentősen különbözik a Prometheus-tól. Simább, és nincs nagy hátsó tornya. Van egy nagy, téglalap alakú szerkezet a hajó orrán, melynek célja ismeretlen. 4 plusz hajtómű található mindkét oldalon ezért a farok része szélesebb a Prométeuszénál. Az F-302-hangárok a két oldalon, a hajótest alatt, a hátsó rész mentén vannak elhelyezve. A hajó pajzsai képesek Lidérc kaptárhajó vagy Goa'uld anyahajó több támadásának ellenállni.

## Hajók listája
| Név                | Hajószám | Állapot    | Parancsnok                                                           | Működési bázis | Asgard mérnök |
| ------------------ | -------- | ---------- | -------------------------------------------------------------------- | -------------- | ------------- |
| USS Daedalus       | 02       | Aktív      | Steven Caldwell ezredes                                              | USA            | Hermiod       |
| USS Odyssey        | 03       | Aktív      | Paul Emerson ezredes / Cameron Mitchell alezredes / Davidson ezredes | USA            | Kvasir        |
| RFS Korolev        | 04       | Elpusztult | Chekov ezredes                                                       | Oroszország    | -             |
| USS Apollo         | 05       | Aktív      | Abraham Ellis ezredes                                                | USA            | -             |
| PLA Sun Tzu        | 06       | Aktív      | Ismeretlen                                                           | Kína           | -             |
| USS George Hammond | 07       | Aktív      | Samantha Carter ezredes                                              | USA            | -             |

## Daedalus
Az első ilyen típusú hajó, magának a típusnak a nevét adja. Először a Csillagkapu Moebius című részében említik, a Csillagkapu: Atlantiszban, a Az ostrom-ban. Ténylegesen Az ostrom harmadik részében jelenik meg. Nevét a görög mitológiában található mérnök és építész után kapta. Parancsnoka Steven Caldwell ezredes.

### Története
A Daedalust az egyiptomi ZPM megtalálása után indították el, Atlantiszra szállított katonákat. Mindössze négy napba telt elérni a Pegazus-galaxist a ZPM-mel táplált Asgard hiperhajtómű segítségével. Ezt aztán eltávolították, Atlantisz pajzsát látták el vele. Az Ősök energiaforrása nélkül 18 napba telik a Föld és az Atlantisz közötti utazás. Miután elvitte a ZPM-et Atlantiszba többször segített az ottani csapat akcióiban, majd visszatért a Földre ahol felszerelték rá az új asgard fegyvereket és pajzsokat. Miután az Apolló-val együtt harcolt a replikátor hajók ellen, melynek során közösen 1, önmaga 3 Aurora-osztályú cirkálóval végzett.
Ezután csatlakozott az Utazók, a Lidércek és az Apolló alkotta flottához, mikor is támadást intéztek a replikátor anyabolygó ellen. A támadás sikerrel végződött, a teljes replikátor bolygó elpusztult.

## Odyssey

### Története
Az Odyssey-t az 51-es körzetben építették föl. Miután a Prometheus megsemmisült, a Daedalus ideje nagy részét a Pegazus-galaxisban töltötte, a Föld védő- és felfedezőhajó nélkül maradt. Paul Emerson ezredes parancsnoksága alatt idő előtt futott ki, hogy kiszabadítsa a CSK-1-et a Lucian Szövetség kezei közül. A küldetés sikeres volt, de az Odyssey-nek meg kellett mutatnia mire képes, amikor a CSK-1 vissza akarta szerezni a Ba’al által ellopott Csillagkapukat. Ezalatt három, a Lucian Szövetség által irányított Ha'tak érkezett a helyszínre. A küldetés végeztével Odyssey-nek sikerült elmenekülnie.

### Asgard hagyaték
A Csillagkapu Végjáték című részében az Odyssey az Orillára megy az Asgardok felkérésére. Thor elmondja nekik, hogy átadják nekik az Asgardok minden tudását és legfejlettebb technológiáját, mivel az Asgardok az egyik genetikai korrigáció miatt haldokló fajjá váltak. Miután az Asgardok befejezték az újításokat a hajón, három Ori anyahajó lépett ki a hipertérből. Az Asgardok visszatértek a bolygóra és felrobbantották azt. Nem sokkal a bolygó megsemmisülése után az Odysszey-nek nem maradt más választása, mint felvenni a harcot. Az új Asgard sugárfegyver néhány lövéssel megsemmisítette az egyik Ori hajót.
A másik két hajót vezető hírnök azonban úgy tűnik érzékelni tudja az Asgard mag által kibocsátott sugárzást és ennek tetejébe a hiperhajtómű még meg is hibásodik, úgyhogy elmennek a legközelebbi, csillagkapuval rendelkező bolygóhoz, majd lesugározzák a személyzetet és felveszik a harcot a két anyahajóval. Az egyiket elpusztítják, azonban a másik hajó a pajzsokat megsemmisíti, ezért Carter időbuborékot hoz lére a hajó körül, hogy elkerülje az azonnali pusztulást. Két heti gondolkodás után ráébred hogy a hajó csak úgy úszhatja meg a megsemmisülést, ha az időbuborékon belül vissza tudja fordítani a lelassított időt. A buborékon belül 50 év telik el, mire rájön a megoldásra így a ZPM és az Asgard mag is túlságosan lemerül, így látszólag nincs lehetőség a hajó megmentésére… azonban, Mitchell ezredes felvet egy lehetetlennek tőnő megoldást, (az Ori fegyver energiájának felhasználását) így a hajó a teljes legénységével együtt megmenekül.

## Korolev[1]
Chekov ezredes parancsnoksága alatt, a Korolev (oroszul: ВМФ Королев) fölvette Cameron Mitchell alezredest, és Dr. Daniel Jacksont Camelotból, és elvitte őket az Ori Szuperkapujához – ami a P3Y-229 közelében volt fölállítva -, ahol csatlakozott az egyesített flottához, az Odüsszeiából, Asgard, Szabad Jaffa, és a Lucian Szövetség hajóiból állt. A Szuperkapun keresztül négy Ori anyahajó érkezett, és ütközetbe keveredtek. A csata folyamán a Korolev megsemmisült, amikor félbevágta egy Ori sugárlövedék.
Hat embernek sikerült elmenekülni a robbanás előtt az Asgard sugarak segítségével, Mitchell alezredes egy F-302-est, Dr. Jackson pedig a Gyűrűket használta a menekülésre.

## Apollo
Az Apollo-t korán szolgálatba állították, hogy megvédje a Földet a Naprendszerbe érkező Ori csatahajóktól. Azonban nem bocsátkozott velük harcba, mivel az Ori hajók mindvégig a Naprendszer peremén maradtak és az Ori-t időközben sikerült legyőzni. Később a hajót Atlantisz támogatására küldték.
Első útjukon a tervezetnél hamarabb értek Atlantiszra, mely lenyűgözte dr. Elizabeth Weirt. A hajó azt a feladatot kapta, hogy semmisítse meg a Replikátorok által építés alatt álló flottát, mellyel a Földet akarták megtámadni. Ekkor használták először a Horizon nevezetű fegyver rendszert, melyet az Apollo bombarekeszéből lehet elindítani. Miután a fegyverek becsapódtak az Apollo visszavonult, míg Sheppard alezredes felmérte a károkat egy álcázott Ugró segítségével.

## George Hammond
A Phoenix volt a Föld által épített hatodik Daedalus-osztályú hajó egy alternatív idősíkban, ahol Samantha Carter parancsnoksága alá került, hogy támogassa az Atlantisz Expedíciót. Rodney McKay állítása szerint a hajót korán szolgálatba állították és az Asgard rendszerek nagy része még nem működött. Az Expedíció több tagja is éjt-nappallá téve dolgozott, hogy befejezzék a hajót. A hajó hídján a Csillagtérkép helyén egy Asgard irányítópult áll, hasonló ahhoz, mint amilyen az Odüsszeia Asgard-mag termében van.
Mihelyst a hajó elkészült, Samantha Carter ezredes parancsnoksága alatt több küldetést is végrehajtottak Michael flottája ellen, hogy ezzel is megmentsék a galaxis szerte élő emberi lakosságot. Gerilla harcmodorral több hajót is sikerült megsemmisíteniük. Azonban, Michael egy hamis információval csapdába csalta a Phoeinx-et. Mikor a hajó komoly károkat szenvedett és a hajtóművek is kezdtek leállni, a legénységet a bolygóra sugározták, majd Carter az egyik Kaptárhajóba vezette a hajót. A becsapódást követő robbanás megsemmisítette a Phoenix-et és 3 Kaptárhajót.
A hajó 2009-re a mi realitásunkba is elkészült, ám építése alatt átkeresztelték Phoenix-ről George Hammondra, hogy ezzel tisztelegjenek az akkoriban elhunyt George Hammond tábornok előtt, aki a Csillagkapu Program első hét évében vezette a Csillagkapu Parancsnokságot, majd ő lett a megalapítója a Bolygóvédelmi Hivatalnak. A hajó parancsnokának Samantha Cartert nevezték ki. A hajó első küldetése az volt, hogy ellátmányt és a személyzetet szállítson a Földről a 21 fényévnyire lévő Icarus bázisra. Mikor a Lucian Szövetség megtámadta a bázist, a Hammond védte azt. A bolygó felrobbanása előtt Carter ezredes visszahívta az F-302-eseket, felsugároztatta a felszínen lévő embereket, majd visszavonult a hajóval. Az Icarus pusztulása után jelentette O'Neill tábornoknak a történteket.
2010-ben a hajót újra bevetették. Meg kellett támadnia a Lucian Szövetség egy előőrsét, melyen keresztül átjuthattak volna a Destiny-re. A támadás sikertelenül zárult. A Lucian eljutott a Végzet-re, a bolygó pedig elpusztult. Hogy Carter ezredes megvédhesse hajóját és legénységét, a hipertérbe vezényelte a Hammondot, hátra hagyva két F-302-est és annak személyzetét.

## Sun Tzu
A Sun Tzu első ismert küldetése 2009 elején, hogy csatlakozzon az Apollóhoz, és együttes erővel próbálják megállítani a ZPM-mel ellátott kaptárhajót. Rajta is ütöttek a hajón a Tejút galaxis szélén, azonban a csata nem volt eredményes, mindkét hajó súlyosan károsodott. A Sun Tzunak megsérült a külső burkolata, és elszökött a légkör. A legénységet átmenekítették az Apollóra, aminek a hajtóművei szenvedtek óriási károkat, ezáltal egy hónapnyira kerültek a legközelebbi Csillagkapuval rendelkező bolygótól. Abraham Ellis ezredes jelentette a helyzetet a Csillagkapu Parancsnokságnak egy üzeneten keresztül.